# Pastoral lease
Pastoral lease (inaczej pastoral run) - forma dzierżawy funkcjonująca w Australii i Nowej Zelandii, polegająca na wydzierżawianiu prywatnym pasterzom obszarów będących własnością brytyjskiego monarchy w celu wypasania ustalonego wcześniej bydła na naturalnych użytkach zielonych.

## Australia
Prawo dotyczące pastoral lease istnieje zarówno na szczeblu Związku Australijskiego jak i w jurysdykcjach australijskich stanów. Nie gwarantuje ono dzierżawcom pełni praw związanych z posiadaniem gruntu: zazwyczaj istnieją z góry ustalone warunki, które określają czas użytkowania oraz dopuszczalne formy działalności. Według Austrade tego typu forma najmu obejmuje około 44% kontynentalnej Australii (tj. 3,380,000 km²), głównie regiony pustynne i półpustynne oraz sawannę. Zazwyczaj zgody wydawane są na wypas tradycyjnych rodzajów zwierząt gospodarskich, jednakże ostatnio można zaobserwować wykorzystywanie pastwisk do wypasu bardziej niekonwencjonalnych rodzajów żywego inwentarza (kangury, wielbłądy), a także do celów turystycznych oraz innych form aktywności. Zarządzaniem umowami najmu zajmują się głównie rządy stanowe oraz terytorialne.
Prawo federalne Związku Australijskiego umożliwiające rolnikom dzierżawienie ziemi królewskiej ma zastosowanie wyłącznie na obszarze Terytorium Północnego z uwagi na charakter tej jednostki.
Na terenie australijskich stanów pastoral lease jest pochodną systemu podziału ziemi stworzonego w połowie XIX wieku w celu uporządkowanego podziału i sprzedaży ziemi europejskim kolonistom. Prawo stanowe regulujące dzierżawę różni się pod względem dopuszczalnego zastosowania ziemi między stanami.
Pastoral lease jest kompatybilne z prawem rdzennych mieszkańców do ich ziem. W związku z tym dzierżawca może zawrzeć stosowne porozumienie z lokalną populacją aborygeńską odnośnie użytkowania ich terytoriów.

### Ustawodawstwo i zarządzanie
Australijskie jurysdykcje posiadają stosowne prawa zarządzania ziemią, które wpływają na sposób administrowania dzierżawami typu pastoral leases:
- Nowa Południowa Walia - Western Lands Act 1901[4]
- Terytorium Północne – Pastoral Land Act 1992 and Crown Lands Act 1992[5]
- Queensland – Land Act 1994
- Australia Południowa –  Pastoral Land Management and Conservation Act 1989 and Crown Lands Act 1929[6]
- Australia Zachodnia – Land Administration Act 1997

### Stanowe źródła informacji na temat obszarów przeznaczonych pod pastoral lease
- Terytorium Północne - Atlas of Queensland and Northern Territory pastoral stations etc[7].

- Queensland - Index of pastoral leases[8].

- Australia Południowa - In the interest of the country : a history of the Pastoral Board of South Australia, 1893–1993[9].
- Australia Zachodnia - Streetsmart Travellers Atlas of Western Australia[10].

## Nowa Zelandia
Przepisy nowozelandzkie dotyczące pastoral leases zawarte są w „Crown Pastoral Land Act 1998” oraz w „Land Act 1948”. Zgodnie z nimi dzierżawca:
- ma wyłączne prawo do pastwiska
- ma bezterminowe prawo do odnowienia dzierżawy na następne 33 lata
- nie ma prawa do samego gruntu
- nie ma prawa do nabycia terenu na stałe